# Roekel
Roekel is een buurtschap in de Nederlandse gemeente Ede, gelegen in de provincie Gelderland. De buurtschap ligt tussen Ede en Otterlo aan de Apeldoornse weg. Zowel Otterlo als Wekerom liggen op 3 km afstand naar resp het noordoosten en het noordwesten.
Roekel ligt aan de rand van het beboste deel van de Veluwe. In de buurt liggen de natuurgebieden Landgoed de Valouwe, het Roekelse Bosch en Planken Wambuis. Er liggen verder een camping en een grote woon- en behandellocatie voor verstandelijk gehandicapten.